# Патера, Кен
Кеннет (Кен) Уэйн Пате́ра (англ. Kenneth Wayne Patera, род. 6 ноября 1942, Портленд) — американский рестлер, олимпийский тяжелоатлет и спортсмен-силач. На раннем этапе спортивной карьеры занимался лёгкой атлетикой (толкание ядра), но позже переключился на тяжёлую атлетику. Как тяжелоатлет становился чемпионом Панамериканских игр 1971 года и серебряным призёром чемпионата мира, принимал участие в летних Олимпийских играх 1972 года. В 1977 году стал участником первого турнира World’s Strongest Man, где занял третье место. В 1973 году перешёл в рестлинг, выступал в WWE до 1988 года. В 1980 году стал обладателем титула интерконтинентального чемпиона WWE в тяжёлом весе. В 1985 году был приговорён к двум годам лишения свободы за нападение на полицейского.

## Ранние годы
Кен Патера — выходец из чешско-американской семьи. Он с детства был физически сильным и проявлял тягу к спорту. Многие члены его семьи также преуспели в спорте. Его старший брат Джек Патера играл в американский футбол за «Балтимор Колтс» и был главным тренером «Сиэтл Сихокс» с 1976 по 1982 год. Его младший брат Деннис Патера играл за «Сан-Франциско Форти Найнерс». Сам Кен играл в американский футбол в старшей школе Кливленда в Портленде, штат Орегон, и занимался борьбой. Однако больше всего он любил лёгкую атлетику. Он участвовал в соревнованиях в беге с препятствиями и прыжках в высоту, но серьёзная травма лодыжки вынудила его переключиться на толкание ядра и метание диска. Кен поступил в Университет Бригама Янга и в эти годы стал одним из самых перспективных спортсменов-легкоатлетов в стране. В отборе на летние Олимпийские игры 1968 года он соревновался в толкании ядра, но занял лишь шестое место, после чего переключился на тяжёлую атлетику.

## Спортивная карьера

### Тяжёлая атлетика
До того, как стать профессиональным рестлером, Патера успешно выступал на турнирах по тяжёлой атлетике. На Панамериканских играх 1971 года он был лидером в каждом из упражнений и завоевал золотую медаль в сумме. В том же году он занял второе место на чемпионате мира по тяжёлой атлетике, уступив Василию Алексееву. На внутренней арене с 1969 по 1972 год Патера четыре раза подряд выигрывал чемпионат США по тяжёлой атлетике в супертяжёлом весе. Он был первым американцем, который толкнул более 500 фунтов (227 кг), сделав это на Национальном чемпионате 1972 года в Детройте. Он также является единственным американцем, который выжал над головой 500 фунтов (227 кг). Ожидалось, что на летних Олимпийских играх 1972 года в Мюнхене Патера составит серьёзную конкуренцию Василию Алексееву, но он не сумел сделать ни одного успешного рывка и не попал в число обладателей медалей. Василий Алексеев заявил СМИ, что Патера был даже сильнее его, с учётом его результата в 550 фунтов (со стоек) в жиме над головой. Тем не менее, на соревнованиях Алексеев всегда был победителем. После того, как жим над головой (коронное упражнение Патеры) был исключён из тяжёлой атлетики, Патера ушёл из этого вида спорта.

#### Личные рекорды
- Рывок: 175,3 кг
- Толчок: 229,3 кг
- Жим над головой: 229,3 кг
- Сумма: 633,9 кг (лучший результат среди спортсменов из США[5])

Все рекорды были установлены 23 июля 1972 года в Сан-Франциско.

### Силовой экстрим
В 1977 году Патера участвовал в первом турнире World’s Strongest Man, заняв третье место с 34 очками после Брюса Вильгельма (63,25) и Боба Янга (43,25). Патера продемонстрировал хорошие результаты в подъёме бочки, качении тачки и метании покрышек, но выше второго места в каждом конкретном упражнении не поднимался.
Во время своей карьеры в рестлинге Патера также давал показательные выступления. Во время чемпионата по рестлингу Средней Атлантики 1978 года Патера и Тони Атлас организовали силовое шоу: забивали гвозди в доски, надували грелку до разрыва, гнули металлические шипы, завёрнутые в полотенце, и сгибали прутья над шеями.

### Рестлинг
Патера перешёл в профессиональный рестлинг в 1973 году, после завершения карьеры в тяжёлой атлетике. Его первый фьюд был против тогдашнего чемпиона США в супертяжёлом весе Джонни Валентайна, Патера был в роли фейса. Валентайн каждую неделю тянул жребий, а на следующей неделе боролся с человеком, имя которого он вытащил. В течение первых нескольких недель Валентайн доставал имена одного джоббера за другим, всё время выражая свое несогласие на бой с Патерой. Наконец Валентайн вытащил имя Патеры. Затем на экране появился Патера и показал, что на всех бумажках была надпись с его именем. На следующей неделе рестлеры встретились в десятиминутном матче. Патера взял Валентайна в захват, когда прозвенел звонок об окончании лимита времени. Официально матч закончился вничью, но Патера был близок к победе над Валентайном, которого на телевидении называли почти непобедимым. Оба участвовали в серии главных событий хаус-шоу, Валентайн всегда выходил победителем и сохранял чемпионство США.
На протяжении 1970-х и 1980-х годов Патера выступал в основном в качестве хила в боях World Wrestling Entertainment (WWE), National Wrestling Alliance (NWA) и American Wrestling Association (AWA). В 1977 году он бросил вызов Бруно Саммартино, чемпиону WWE в тяжёлом весе. Патера вызвал ажиотаж в северо-восточной части США и на Мэдисон-сквер-гарден, став одним из последних именитых соперников Саммартино перед тем, как тот проиграл титул Билли Грэму. Когда позже титул достался Бобу Бэклунду, Патера бросил вызов и ему, но проиграл. На пике своей карьеры, в 1980 году, он одновременно являлся обладателем титула интерконтинентального чемпиона WWE в тяжёлом весе и титула чемпиона NWA штата Миссури в тяжёлом весе — двух престижных титулов тех времён. Он был одним из самых ненавистных хилов в рестлинге — в 1977 году получил премию «Самый ненавистный рестлер», по версии Pro Wrestling Illustrated. Патера часто использовал приём нельсон, чтобы «травмировать» своих противников во время матчей — в частности, Билли Белого Волка в августе 1977 года. Патера вернулся на территорию Средней Атлантики в качестве хила, в апреле 1978 года он победил Ваху Макдэниеля в чемпионате Средней Атлантики. Патера удерживал титул чемпиона Средней Атлантики более года с перерывами, периодически проигрывая и возвращая его у Тони Атласа. Затем Патера уступил титул Джиму Брунзеллу.
Патера была постоянным членом команды «Семья Хинана» сначала в AWA (1982—1983), а затем и в WWF (1984—1985). В AWA у него были фьюды с Халком Хоганом, Грегом Ганье и Джимом Брунзеллом. В 1983 году, когда Бобби Хинан не выступал из-за травмы спины, Патера объединил усилия с менеджером Шейхом Аднаном Эль-Каисси и сформировал команду с Джерри Блэквеллом, известную как «Шейхи». Патера называл себя «шейхом Лоуренсом Аравийским». Оба рестлера носили одежду в арабском стиле и враждовали с High Flyers (Грег Ганье и Джим Брунзелл) на командном чемпионате мира AWA, завоевав пояса в июне 1983 года. Патера и Блэквелл позже проиграли титулы барону фон Рашке и Крушителю. В WWF Патера возобновил свой фьюд с Хоганом. Также он помог Большому Джону Стадду в его фьюде с Андре Гигантом, вместе со Стаддом они напали на него и остригли волосы.
Весной 1987 года, отбыв двухлетний тюремный срок за нападение на полицейского, Патера вернулся в WWF, а также выпустил видео под названием The Ken Patera Story, в котором рассказывалось о его карьере и возвращении. На тот момент он был в хорошей физической форме, изменился и его внешний вид — у него были натуральные каштановые волосы, он перестал краситься в светлые тона. В программе «Сразу после рестлинга» на 98 канале Патера сказал ведущим, что его естественный цвет волос — каштановый, и он решил продолжить выступать с натуральным цветом. Чтобы выступать в роли фейса, он выдумал историю, якобы его менеджер Бобби Хинан бросил его «на произвол судьбы», пока он находился в тюрьме. Патера и Хинан провели дебаты и озвучили друг другу свои претензии, встреча переросла в физическое противостояние между ними. В итоге Патера опоясал шею Хинана ремнём, из-за чего Хинан несколько месяцев появлялся на телевидении с шейным фиксатором. Затем Патера начал фьюд с «Семьёй Хинана» (в то время в ее состав входили Пол Орндорфф, Харли Рэйс, Кинг-Конг Банди и Геркулес). В своём первом матче по возвращении на Мэдисон-сквер-гарден (финальном матче вечера) он победил Хонки-тонк Мена приёмом «медвежьи объятия», чем вызвал овации зрителей. Вскоре после своего возвращения Патера разорвал сухожилие двуглавой мышцы правой руки. Восстановившись, он появился на телевидении с жёсткой и громоздкой повязкой во всю длину руки. В течение полугода Патера проигрывал более молодыми рестлерам. Вместе со своим земляком Билли Джеком Хейнсом он стал участником фьюда с Demolition. На одном из матчей Demolition побили Хейнса, Патеру и Брэди Буна (который играл двоюродного брата Хейнса) и оставили их лежать на ринге.
В своих заключительных матчах WWF в конце 1988 года Патера потерпел ряд поражений. Комментаторы Горилла Монсун и Лорд Альфред Хейс в эфире отметили, что навыки Патеры идут на спад и что ему следует подумать о завершении карьеры. Его последнее выступление в WWF состоялось 24 ноября 1988 года на Survivor Series, где он выбыл первым из своей команды после успешного приёма Рика Руда. Патера вернулся в AWA в начале 1989 года и бросил вызов новому чемпиону AWA Ларри Збышко, но проиграл. Затем он объединился с Брэдом Рейнгансом, тандем стал называться «Олимпийцы». Вскоре после этого команда победила Badd Company в командном чемпионате мира AWA, но в статусе чемпионов они были недолго. Товарищ Патеры по тяжёлой атлетике, также ставший борцом, Уэйн Блум вызвал Патеру на «челлендж по подъёму машины». Его целью было провести титульный бой. Когда подошла очередь Патеры, Майк Энос (партнёр Блума) и менеджер Джонни Валиант атаковали и «покалечили» Патеру и Рейнганса. В итоге AWA лишила титула Патеру и Рейнганса. Рейнганс не выступал несколько месяцев, так как ему требовалась операция на колене. Патера продолжал фьюд с Блумом и Эносом, пока не покинул AWA. Вернувшись в AWA в начале 1990 года, Рейнганс возобновил фьюд до закрытия AWA в следующем году.
Патера продолжал выступать в UWF (федерация Херба Абрамса), а также в PWA и прочих федерациях, в основном в Миннесоте, вплоть до 1990-х годов, иногда даже организовывал свои собственные турниры. 12 августа 2011 года Патера появился на ринге на мероприятии Legends & Icons федерации Juggalo Championship Wrestling, где проиграл Бобу Бэклунду.

## Личная жизнь и годы после завершения карьеры
Патера был женат (и разведён) трижды, имеет двух дочерей.
6 апреля 1984 года Патере отказали в обслуживании в нерабочее время ресторана McDonald’s в Уокешо, штат Висконсин. В ярости рестлер бросил камень в окно здания. Сам Патера утверждал, что это сделал бывший сотрудник ресторана, но обвинили его. Позже он и его товарищ по рестлингу Маса Сайто напали на полицейских, которые приехали на вызов в отель, где борцы делили комнату. 16 месяцев спустя Патера был приговорён к двум годам тюремного заключения, всё это время до вынесения приговора он продолжал выступать.
В феврале 2016 года Патера стал членом символического клуба рестлеров Cauliflower Alley Club.
В июле 2016 года Патера вместе с коллегами подал коллективный иск против WWE. В заявлении утверждалось, что рестлеры получили черепно-мозговые травмы во время своих выступлений, и что компания скрывала риски травм. Интересы истцов представлял адвокат Константин Кирос, который участвовал в ряде других судебных процессов против WWE. В сентябре 2018 года судья окружного суда США Ванесса Линн Брайант отказала в иске. В сентябре 2020 года апелляция на решение была отклонена федеральным апелляционным судом.